# Ginés Meléndez Sotos
Ginés Meléndez Sotos (nascut el 22 de març de 1950) és un futbolista i entrenador de futbol espanyol ja retirat.

## Carrera futbolística
Ginés, va deixar de jugar a futbol amb 21 anys. Després va estudiar per fer d'entrenador, i va començar a entrenar els equips inferiors de l'Albacete Balompié. Va ser durant molts anys coordinador del planter de l'Albacete, un càrrec que va compaginar amb el de regidor municipal d'Albacete. També va ser professor d'educació física en una escola d'Albacete. El 1992 i el 1994 va entrenar un partit a la Liga com a entrenador interí. Després d'anys com a entrenador i entrenador de l'Albacete Balompié, la temporada 1997–98 va liderar el primer equip les darreres 5 jornades, aconseguint la salvació de categoria.
Després de molts anys a l'Albacete, Balompié va ser triat per Iñaki Sáez per incorporar-se a l'equip tècnic dels juvenils de la selecció espanyola. Ha guanyat nombroses competicions internacionals amb la selecció espanyola sub-17 i la sub-19.